# Kemendollár megállóhely
Kemendollár megállóhely egy Zala vármegyei vasúti megállóhely Kemendollár településen, a helyi önkormányzat üzemeltetésében.
A település központibb fekvésű és nagyobb kiterjedésű fele, Ollár településrész lakott területének keleti részén helyezkedik el, közúti elérését a Kemenden át Vöcköndre vezető 73 221-es számú mellékútból északi irányban kiágazó 73 361-es számú bekötőút biztosítja.

## Vasútvonalak
A megállóhelyet az alábbi vasútvonalak érintik:
- Boba–Bajánsenye-vasútvonal

## Kapcsolódó állomások
A megállóhelyhez az alábbi állomások vannak a legközelebb:
- Pókaszepetk vasútállomás (Boba–Bajánsenye-vasútvonal)
- Zalaszentiván vasútállomás (Boba–Bajánsenye-vasútvonal)

## Forgalom
| Járat        | Útvonal | Gyakoriság                |
| ------------ | --- | ------------------------- |
| személyvonat | Zalaegerszeg – Zalaszentiván (→ Kemendollár → Pókaszepetk → Pakod → Zalabér-Batyk) | Napi 1 Zalabér-Batyk felé |
| személyvonat | Zalaegerszeg – Zalaszentiván – Kemendollár – Pókaszepetk – Pakod – Zalabér-Batyk – Türje – Dabronc – Ukk – Rigács – Nemeskeresztúr – Jánosháza – Kemenespálfa – Boba – Nemeskocs – Celldömölk (napi 1 tovább Szombathely felé) | 2 óránként                |